# 周诒春
周诒春（1883年12月29日—1958年8月），亦名贻春，字寄梅，安徽休宁人，中国教育家，曾长期担任清华学校校长，南京国民政府农林部长、卫生部长。

## 生平
周诒春出生于1883年，父周聿修为民族资本家，家庭殷实，以经营徽帮茶叶为业，曾开设泰昌源茶庄于天津，颇具规模。是卓有见识的民族资本家。鉴于当时国家内忧外患，他决心培育其独子成才，特延聘老师专授英语。周诒春12岁考入上海圣约翰书院，1904年毕业，自费留美，在威斯康辛大学学习教育学、心理学，1909年获耶鲁大学硕士。1909年回国任教于上海圣约翰大学、吴淞中国公学，1911年参加清廷留学生考试，中进士，点为翰林，被人称为“洋翰林”。
1912年出任南京临时政府外交部秘书、孙中山英文秘书。1912年4月，他被派往清华学堂接替张伯苓任清华学堂教务长，1912年4月，任教务长。同年5月，辍学停教半年多的学堂开始復课。不久后改名为清华学校后任教务长，7月27日，正式任命为副校长。1913年8月，清华首任校长唐国安心脏病发、遽然辞世，周诒春临危受命，任清华学校第二任校长。
　
在任期间，首先提出把清华改办为完全大学计划，主持修建清华早期四大建筑，推行德智体全面教育。1918年卸任。1918年初，周诒春辞职。但是，老一代的清华人，包括清华大学最著名的一任校长梅贻琦，始终以“老校长”称之。
由于该校经费来自庚款，故与北京政府外交部有隶属关系。民国7 年1 月，周因与外交部掌权之亲日派意见分歧，忿而辞职。将校务移交给副校长赵国材，离开了清华。同年，母校圣约翰书院举行40 周年校庆纪念，授予周氏以名誉博士学位。 1933年担任燕京大学代理校长。
1935年12月，应吴鼎昌之邀任南京国民政府实业部政务次长。1937年担任中国茶叶股份有限公司董事长。1938年2月应貴州省政府主席吴鼎昌邀请，出任贵州省政府委员兼财政厅厅长等职。参与筹建省营的贵州企业公司和贵州省银行。1944年12月，受任国民政府咨议，移居重庆。
1945年8月13日任国民政府农林部长。1947年4月23日，國民政府准免農林部部長周詒春本職，改兼卫生部部長:8340。兼任最高经济委员会委员、行政院政务委员等职。1948年12月22日辞职，携眷迁居香港。
1950年，周诒春从香港返回内地后，和儿子周华康一家住在一起。在周华康女儿周琳眼里，爷爷“很静，像个中国的老学究，一点儿看不出当年西化的做派。整天也不出门，只干两件事：翻看一大堆线装书，还有就是练字。”
1956年特邀为中国人民政治协商会议代表，1958年8月病逝。

## 家族
周诒春的夫人是胡怡爱，共有三子三女（似有误，参考此照片当为四子二女）：
- 长女周丹凤（1905—1972）、女婿李岗（1891－1951，原清华校医，去美国专学耳鼻喉科，回国后即迁居上海）[6][7]
  - 外孙李明瑞[8]
  - 外孙李明璋[9]
  - 外孙女李明珠[9]
    - 外曾孙秦毅[9]
- 长子周寿康，1907年出生在上海，1933年时夭折。[3][7]
- 次子周佑康（1911—？，定居美国，中学教师）[6][10]，儿媳邹茂石（1916—2002）[7]。
- 三子周华康（1914年2月20日生于北京，1931年就读于北京燕京大学，获学士学位，1940年毕业于北京协和医院，获美国纽约州注册医学博士学位；是北京协和医院儿科创始人、中国顶级儿科专家，中国现代儿科学的先驱和开拓者之一，20世纪50年代就领导研究婴儿腹泻的水和电解质平衡紊乱，在国内和国际享有很高的声誉。2011年8月17日12时55分，周华康病逝于北京协和医院）[11]、儿媳林懿铿（1913—1999）[5][7]
  - 孙周志春（1945—2022），中国青年报社原副社长、副总编辑因感染新冠病毒医治无效，于2022年12月8日在北京去世，享年77岁。[11][12][13]
    - 曾孙周宇明，已婚[7]

  - 孙女周琳[5]
- 幼子周耀康（1919—2004，1941年任贵阳清华中学化学教师，后定居香港，任香港祥康公司总经理），儿媳薛兴怡（1922—2001）。[10]
- 女儿周珊凤（1916年出生在北京，北京大学英语系教授，2006年去世[6][5]）、女婿李宗津（1916—1977，中央美术学院油画家，所创作的《强夺泸定桥》与《开国大典》齐名）[5][14]
  - 外孙李之林[5]
  - 外孙女李之清[6]、女婿程序[7]
    - 外曾孙女程家彩[7]

## 延伸阅读
[在维基数据编辑]
 《游美同學錄·周詒春》，出自《游美同學錄》
 在维基共享资源阅览影像
| 教育職務                            | 教育職務                          | 教育職務                            |
| ----------------------------------- | --------------------------------- | ----------------------------------- |
| 前任： 赵国材 （代理） 正任：唐国安 | 清华学校校长 1913年8月－1918年1月 | 繼任： 赵国材 （代理） 正任：张煜全 |